# 摩摩喳喳

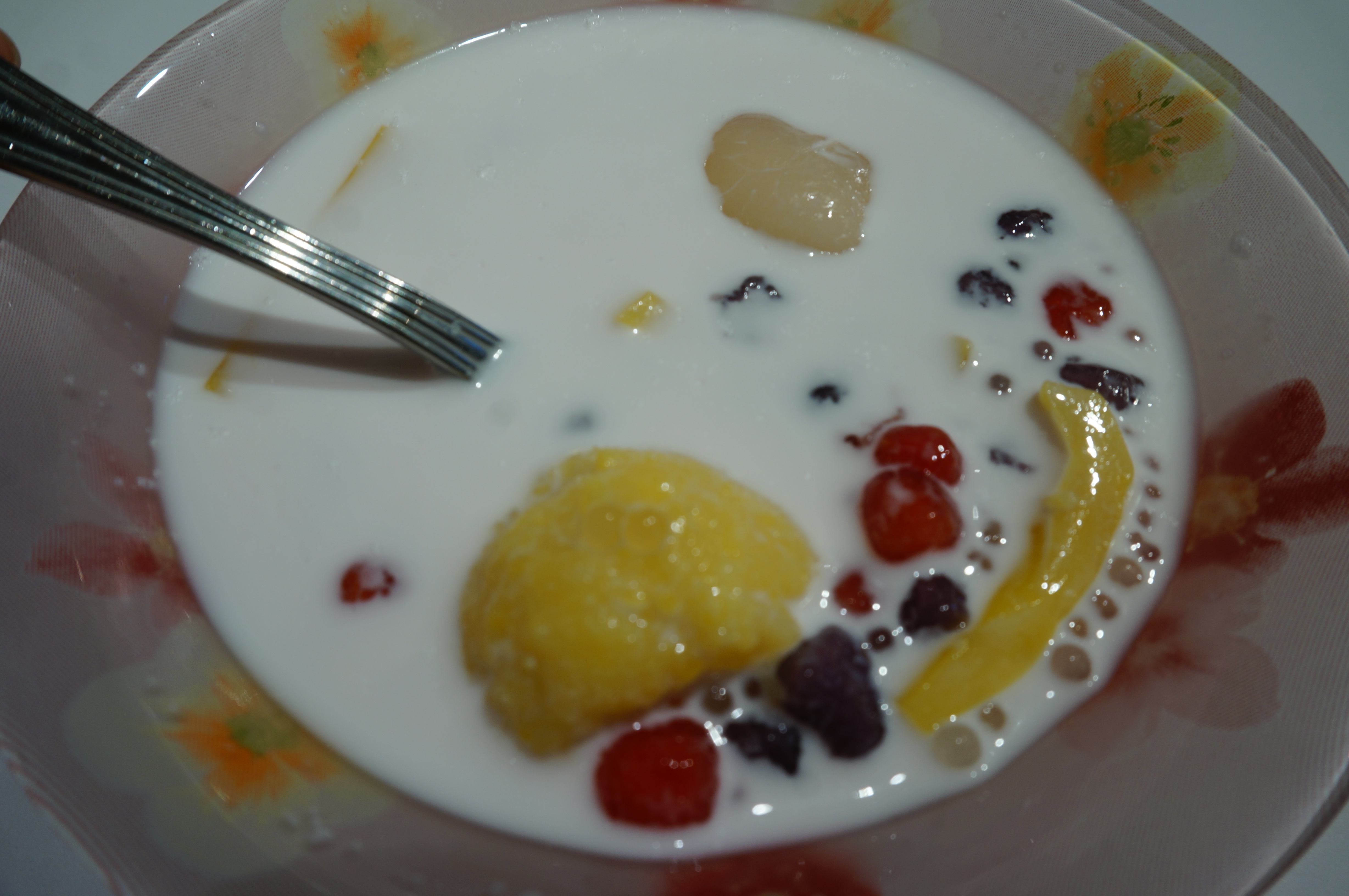
摩摩喳喳

摩摩喳喳（Bubur cha cha、bobo cha cha或momo cha cha），是來自馬來西亞及新加坡的甜湯，可以做冰品，也可以溫熱時食用，有點類似台灣的西米露。是馬來西亞、印度尼西亞、泰國、新加坡、越南等東南亞國家代表性食物。
主要原料有椰奶、亞答籽、西米露等， 也會加入芋頭丁、地瓜丁，及像紅毛丹、龍宮果、菠蘿蜜等南洋水果。
此甜點在港澳稱喳咋(Cha Cha)，配料以豆類為主，近來亦有添加芋頭或蕃薯的喳咋。